# Taurel
Taurel (fl. XIII secolo) è un trovatore occitano di cui si conosce una tenzone composta insieme a Falconet, innamorato di una non identificata Guillemona alla corte del marchese del Monferrato.
Taurel a Falconet:
Il Torraca giunge "a riconoscervi un signore italiano, Torello di Strata, podestà di Parma nel 1221 e nel 1227, di Firenze nel 1233, di Pisa nel 1234, di Avignone nel 1237", da cui secondo la tradizione trasse spunto il Boccaccio per una delle sue celebri novelle, il "Torello d'Istria da Pavia". Oltre all'origine italiana, non dimostrabile secondo la disamina condotta da Bertoni, il Taurel viene a torto confuso con un omonimo menzionato nel sirventese Un nou sirventes ai en cor que trameta di Guilhem Figueira
devetz ben amar selh c'a nom de ric fre.»
 Il Taurel che scambiò versi con Falconet non era altro, secondo Bertoni, che uno dei tantissimi giullari che percorrevano con i loro ronzini le regioni occitane e italiane di allora. L'insostenibilità della tesi, confutata oltre che da Bertoni anche da Scultz-Gora e Bartholomaeis, secondo cui il Taurel sarebbe identificabile con Torello di Strata, risulterebbe dal tono cameratesco che si instaura fra i due, cosa alquanto improbabile, considerata la diversità di rango, realizzabile fra un superiore e un subalterno. Infatti, Falconet si rivolge a Taurel in questi termini alquanto scortesi...